# Zelometeorium patens
Zelometeorium patens là một loài Rêu trong họ Meteoriaceae. Loài này được (Hook.) Manuel miêu tả khoa học đầu tiên năm 1977.